# Southend (Australia)
Southend – miasto w Australii, w stanie Australia Południowa.